# 9165 Raup
9165 Raup è un asteroide della fascia principale. Scoperto nel 1987, presenta un'orbita caratterizzata da un semiasse maggiore pari a 1,9860089 UA e da un'eccentricità di 0,0972608, inclinata di 24,59636° rispetto all'eclittica.